# Мангака
Мангака (漫画家) је јапанска реч за цртача стрипова или стрип уметника. Изван Јапана манга се обично односи на јапанску књигу стрипова, а мангака на аутора манге који је обично Јапанац. Од 2006. око 3000 професионалних манга уметника (мангака) је радило у Јапану.
Већина мангака студира факултете уметности, манга школе, или помажу неком искуснијем мангаки пре него што самостално уђу у манга индустрију. Постоје такмичења за потенцијалне мангаке, на којима учествују мангаке које спонзоришу неке издавачке куће или уреднице.

## Порекло речи
Реч мангака се може поделити на две речи manga (漫画) и ka (家).
ка (家) суфикс показује степен стручности. На пример, термин не би представљао писца који ствара причу која се затим предаје манга уметнику да је нацрта. Јапанска реч за то би била gensakusha (原作者).

## Уредник
Најпрофесионалније мангаке раде са уредником, који се сматра шефом мангаке и надзорником манге коју мангака производи. Уредник даје савете о уметности и оквирима, осигурава да су испуњени рокови и води рачуна да манга одговара стандардима компаније. Уредник може да надгледа производњу анимеа, али тај посао може припасти и мангаки или агенту.

## Писац
Мангака може и да напише и да илуструје своју сопствену причу, или може да сарађује са ауторима. Мангака има јак утицај на дијалоге иако ради са писцем. Такеши Обата који је створио Death Note је успешан мангака који је радио са писцем у својој каријери.

## Асистенти
Многе мангаке имају асистенте који им помажу да заврше дело у року. Дужности асистента су многобројне и зависе од мангаке до мангаке.
Асистенти се често користе за слова, сенчење, бојење. Неке мангаке само направе скице и оставе асистентима да доврше детаље, мада је уобичајеније да асистенти раде позадину док се мангака фокусира на цртање ликова. Асистенти могу бити запослени и за неке специјалне задатке. На пример Го Нагај је запослио асистента да црта хеликоптере и друге техничке и војне справе и возила. Асистенти углавном не помажу мангаки у смишљању радње и писању. Имена асистената се касније нађу у манга танкобонима. 
Многе мангаке почињу тако што постају асистенти.